# 拓跋氏
拓跋氏，又作拓拔、托跋、禿髮，古代鮮卑氏族之一，為拓跋部的族長，拓跋部部落大人的家系多屬於此氏族。拓跋部建立了包括北魏在內的許多拓跋國家。在北魏時，採取漢化政策，改姓元，西魏時期一度恢復拓跋姓，唐朝之後拓跋氏族逐漸漢化，被融入漢人之中。

## 歷史
鮮卑舊有的氏族，分為三十六部與九十大姓，在拓跋毛時，拓跋氏與三十六部結盟，形成拓跋部，消滅了其餘九十大姓。拓跋氏成為族長，也因此成為北魏王族的開始。拓跋詰汾時，其長子禿髮匹孤成為河西鮮卑首領，其拓跋力微則繼續為部落首領。因此分支出秃髮氏一支，秃髮與拓跋，可能是同音異譯。
唐朝皇室認為，其祖先李虎出身南北朝大族隴西李氏，為老子李耳後代，因此以老子后裔自居的唐朝皇室于佛道之争时偏袒道教。和尚法琳宣称李唐皇室为拓跋氏之后。由此触怒皇室，被流放益州而死。劉盼遂與王桐齡認為李淵家族應為拓跋氏後裔，但遭陳寅恪驳斥。劉盼遂之後取消了自己的观点。
一般认为突厥用桃花石稱中國，來源即「拓跋」一词。戈登指出，拓跋应该对应准蒙古语系词汇taγβač。其中βač（跋）是借词，对应印度语支pati，意思为“主人”。另有理论认为汉文中的“拓跋”与后突厥碑文上的Tabγač（𐱃𐰉𐰍𐰲，音：桃花石）并无关系，据李盖提和林安庆的研究，拓跋实质上为两个阿尔泰语系词汇所组成，即tog（拓）和beg（跋，即贝伊，或借自中古汉语爵位“伯”），tog有尘土、泥土之意，beg为氏族和部落首领，两者皆为后世突厥的官号。这两种理论都与北魏官方史书《魏书》中的“北俗谓土为托，谓后为跋，故以为氏”的解释相符。

## 延伸阅读
[在维基数据编辑]
 《欽定古今圖書集成·明倫彙編·氏族典·拓跋姓部》，出自陈梦雷《古今圖書集成》